# Porta Nigra
Porta Nigra (slovensko Črna vrata), znana tudi kot Porta Martis in  Römertor,  je lokalno ime velikih rimskih mestnih vrat Trierja, Nemčija. Vrata so na Unescovem seznamu svetovne dediščine. Ime Porta Nigra je nastalo v srednjem veku zaradi njihove temna barve. Izvirno rimsko ime vrat se ni ohranilo. 

## Zgodovina

### Rimsko obdobje
Porta Nigra so bila zgrajena iz sivega peščenjaka po letu 170 n. št. Prvotna vrata so imela dva štirinadstropna, na zunanji strani skoraj polkrožna izbočena stolpa. Vrata so imela dve odprtini in za njima ozko dvorišče. Iz neznanih razlogov je gradnja vrat ostala nedokončana, a so se  kljub temu več stoletij do konca rimske dobe v Trierju uporabljala kot vhod v mesto. 
V rimskih časih so bila Porta Nigra ena od štirih mestnih vrat na vsaki strani približno pravokotnega rimskega mesta. Varovala so severni vhod v mesto. Na vzhodu so stala Porta Alba (Bela vrata), na jugu Porta Media (Srednja vrata) in na zahodu Porta Inclyta (Slavna vrata). Preko Mozele je bil zgrajen most. Vrata so stala na koncih  dveh glavnih ulic rimskega Trierja, od katerih je ena vodila v smeri sever-jug in druga v smeri. Ohranjena so samo Porta Nigra. 

### Srednji vek
V srednjem veku so gradivo rimskih zgradb uporabili za gradnjo novih. Iz zidov Porta Nigra so izpulili železne in svinčene spone, kar je še vedno jasno vidno  na severni strani vrat. 
Po letu 1028 je v ruševinah Porta Nigra kot puščavnik živel grški menih Simeon. Po njegovi smrti leta 1035 in posvečenju so ob Porta Nigra v njegovo čast zgradili samostan Simeonstift. 
Da bi vrata rešili pred nadaljnjim uničenjem, so jih preoblikovali v dve cerkvi z enakima tlorisoma, ki sta stali ena nad drugo. Zgornja cerkev je bila dostopna samo menihom, spodnja cerkev pa je bila odprta za širšo javnost. 
Cerkvene ladje so nastale z razširitvijo prvega in drugega nadstropja čez notranje dvorišče. V vzhodnem stolpu je bila zgrajena apsida. Zahodnemu stolpu so dodali nekaj nadstropij in zvonik. Zgornje nadstropje vzhodnega stolpa je bilo odstranjeno. Okna zahodnega stolpa so bila povečana v še vidna vhodna vrata. 
Pritličje z velikimi vrati je bilo vkopano v teraso, ob južni (mestni) strani pa je bilo zgrajeno veliko stopnišče do spodnje cerkve. Iz nje je v zgornjo cerkev vodilo majhno stopnišče. Ob vzhodni strani Porta Nigra so bila zgrajena dodatna vrata, ki so v srednjem veku služila kot mestna vrata.
- Maketa Porta Nigra v rimskih časih okoli leta 400
- Porta Nigra, gledana z južne (mestne) strani
- Porta Nigra (kot Porta Martis) leta 1670
- Maketa samostana sv. Simeona leta 1800, gledanega s severovzhoda
- Maketa samostana sv. Simeona leta 1800, gledanega s severozahoda
- Apsida spodnje cerkve

### Novi vek
Leta 1802 je Napoleon Bonaparte razpustil cerkev v Porta Nigra in samostan ob njej, skupaj z veliko večino številnih trierskih cerkva in samostanov. Ob svojem obisku v Trieru leta 1804 je ukazal, da se Porta Nigra vrnejo v izvirno stanje, razgradi cerkveni stolp ter obnovi notranje dvorišče. Apsida se je ohranila v okrnjeni obliki, vzhodni stolp pa ni bil prezidan na prvotno višino. Terasa, ki je obkrožala pritličje, je bila odstranjena. 
Lokalna legenda pravi, da je Napoleon prvotno hotel popolnoma porušiti cerkev, vendar so ga domačini prepričali, da je bila cerkev pravzaprav galska festivalna dvorana, preden so jo spremenili v cerkev. Druga različica zgodbe pravi, da so mu pripovedovali o rimskem izvoru zgradbe in ga prepričali, naj vrata spremeni v prvotno obliko. 
Leta 1986 so bila Porta Nigra kot mestna vrata in dvojna cerkev, skupaj s stolnico sv. Petra in cerkvijo Naše Gospe v Trierju, uvrščena na Unescov seznam svetovne dediščine.

### Sedanje stanje
Na splošno so Porta Nigra še vedno v izjemnem stanju. Po prenovi, ki jo je naročil Napoleon, so dobila skoraj prvotno rimsko obliko. Na zadnjih 100 m ulice, ki vodi do vrat z južne strani, se vrstijo rimski stebri, postavljeni tako kot v rimskih časih, da dajejo vtis stebrišča, ki je nekoč obdajalo pot v mesto. 
Vrata so danes zaprta za promet, vendar stojijo tik ob eni od glavnih ulic Trierja. Onesnaženost zraka, zlasti izpušni plini mimo vozečih avtomobilov, so še bolj potemnili in poškodovali kamen, iz katerega je zgrajena. 
Vrata, vključno z zgornjimi nadstropji, so odprta za obiskovalce. Poleti so  mogoči ogledi pod vodstvom vodnika v popolni opravi rimskega centuriona, vključno z oklepom.

## Vira
- Fiske Kimball, George Harold Edgell et al.: History of Architecture. Research & Education Assoc. 2001 ISBN 0-87891-383-1 (restricted online version (Google Books))
- Jas Elsner: Imperial Rome and Christian Triumph: The Art of the Roman Empire AD 100-450. Oxford University Press 1998, ISBN 0-19-284201-3 (restricted online version (Google Books))